# Halowe Mistrzostwa Świata w Lekkoatletyce 1997 – bieg na 3000 m mężczyzn
Bieg na 3000 m mężczyzn – jedna z konkurencji rozgrywanych podczas halowych mistrzostw świata w lekkoatletyce w 1997. Eliminacje odbyły się 7 marca, finał zaś został rozegrany 9 marca.
Do konkursu zgłoszonych zostało 27 zawodników z 20 państw.
Zawody w tej konkurencji wygrał reprezentant Etiopii Haile Gebrselassie. Drugą pozycję zajął zawodnik z Kenii Paul Bitok, trzecią zaś reprezentujący Maroko Ismaïl Sghyr.

## Wyniki

### Eliminacje
Źródło: 
Bieg 1
| Miejsce | Zawodnik                 | Państwo           | Wynik   |
| ------- | ------------------------ | ----------------- | ------- |
| 1.      | Gennaro Di Napoli        | Włochy            | 7:52,72 |
| 2.      | Moses Kiptanui           | Kenia             | 7:52,98 |
| 3.      | Fita Bayisa              | Etiopia           | 7:53,24 |
| 4.      | El Hassan Lahssini       | Maroko            | 7:53,43 |
| 5.      | Carlos García            | Hiszpania         | 7:54,01 |
| 6.      | Robert Kiplagat Andersen | Dania             | 7:54,72 |
| 7.      | Kamiel Maase             | Holandia          | 7:54,79 |
| 8.      | Ian Grime                | Wielka Brytania   | 7:56,30 |
| 9.      | Reuben Reina             | Stany Zjednoczone | 7:57,00 |
| 10.     | Mark Ostendarp           | Niemcy            | 8:02,47 |
| 11.     | Mark Carroll             | Irlandia          | 8:05,49 |
| 12.     | Cândido Maia             | Portugalia        | 8:06,58 |
| 13.     | Marko Hhawu              | Tanzania          | 8:18,28 |

Bieg 2
| Miejsce | Zawodnik              | Państwo           | Wynik   |
| ------- | --------------------- | ----------------- | ------- |
| 1.      | Haile Gebrselassie    | Etiopia           | 7:50,14 |
| 2.      | Ismaïl Sghyr          | Maroko            | 7:50,42 |
| 3.      | Paul Bitok            | Kenia             | 7:51,53 |
| 4.      | John Mayock           | Wielka Brytania   | 7:51,69 |
| 5.      | Saïd Chébili          | Francja           | 7:52,55 |
| 6.      | Massimo Pegoretti     | Włochy            | 7:52,60 |
| 7.      | Anacleto Jiménez      | Hiszpania         | 7:52,95 |
| 8.      | Siergiej Drygin       | Rosja             | 7:53,99 |
| 9.      | Samuli Vasala         | Finlandia         | 7:54,07 |
| 10.     | Jason Bunston         | Kanada            | 7:56,75 |
| 11.     | Ahmed Ibrahim Warsama | Katar             | 8:00,64 |
| 12.     | Kent Claesson         | Szwecja           | 8:04,29 |
| 13.     | Réda Benzine          | Algieria          | 8:05,55 |
| 14.     | Marc Davis            | Stany Zjednoczone | 8:20,37 |

### Finał
Źródło: 
| Miejsce | Zawodnik           | Państwo         | Wynik   |
| ------- | ------------------ | --------------- | ------- |
| 01 !    | Haile Gebrselassie | Etiopia         | 7:34,71 |
| 02 !    | Paul Bitok         | Kenia           | 7:38,84 |
| 03 !    | Ismaïl Sghyr       | Maroko          | 7:40,01 |
| 4.      | Gennaro Di Napoli  | Włochy          | 7:41,05 |
| 5.      | Moses Kiptanui     | Kenia           | 7:41,87 |
| 6.      | John Mayock        | Wielka Brytania | 7:44,31 |
| 7.      | Fita Bayisa        | Etiopia         | 7:49,47 |
| 8.      | El Hassan Lahssini | Maroko          | 7:50,54 |
| 9.      | Anacleto Jiménez   | Hiszpania       | 7:52,55 |
| 10.     | Siergiej Drygin    | Rosja           | 7:56,38 |
| 11.     | Saïd Chébili       | Francja         | 7:58,57 |
| 12.     | Massimo Pegoretti  | Włochy          | 8:10,49 |